# (400407) 2008 BD44
(400407) 2008 BD44 es un asteroide perteneciente al cinturón de asteroides, región del sistema solar que se encuentra entre las órbitas de Marte y Júpiter, más concretamente a la familia de Astrea, descubierto el 30 de enero de 2008 por el equipo del Catalina Sky Survey desde el Catalina Sky Survey, Arizona, Estados Unidos.

## Designación y nombre
Designado provisionalmente como 2008 BD44. 

## Características orbitales
2008 BD44 está situado a una distancia media del Sol de 2,548 ua, pudiendo alejarse hasta 3,107 ua y acercarse hasta 1,989 ua. Su excentricidad es 0,219 y la inclinación orbital 5,620 grados. Emplea 1485,76 días en completar una órbita alrededor del Sol.

## Características físicas
La magnitud absoluta de 2008 BD44 es 17. 